# Anticorpo bloccante
Un anticorpo bloccante è un anticorpo che non ha una reazione quando si combina con un antigene, ma impedisce ad altri anticorpi di combinarsi con quell'antigene. Questa funzione di blocco degli anticorpi ha avuto una varietà di usi clinici e sperimentali. 
Il termine può anche essere usato per inibire l'anticorpo, il fenomeno della prozona e la reazione di agglutinazione. Gli anticorpi bloccanti sono descritti come un meccanismo per evadere dal sistema immunitario da parte del HSV-1.

## Usi
Gli anticorpi bloccanti possono essere utilizzati in una varietà di maniere mediche e scientifiche, finora per curare il cancro, la malattia di Graves e prevenire la crescita della malaria nelle zanzare.